# Celestino Gastaldetti
Celestino Gastaldetti (Muzzano, 8 agosto 1813 – ...) è stato un politico italiano.

## Biografia
Docente presso l'Università di Torino di storia del diritto, fu uno dei componenti tecnici che revisionò il codice civile sabaudo e membro del Consiglio nazionale della pubblica istruzione.